# Каргиозеро
Каргио́зеро (Карги-озеро, Коргозеро, Каргия, Горное) — озеро на территории Лендерского сельского поселения Муезерского района Республики Карелия.

## Общие сведения
Площадь озера — 20,6 км², площадь водосборного бассейна — 3530 км². Располагается на высоте 174,0 метров над уровнем моря.
Форма озера лопастная, продолговатая: вытянуто с северо-запада на юго-восток. Берега изрезанные, каменисто-песчаные, на юго-востоке
— местами заболоченные.
Через озеро протекает река Сула.
В озере расположено около трёх десятков островов различной площади, однако их количество может варьироваться в зависимости от уровня воды. Самый крупный остров расположен ближе к северо-западной оконечности водоёма; носит название Лувен.
На западном берегу озера располагается посёлок Кимоваара, через который проходит дорога местного значения 86К-174 («Реболы — Лендеры — госграница»).
Код объекта в государственном водном реестре — 01050000111102000010205.

## Панорама

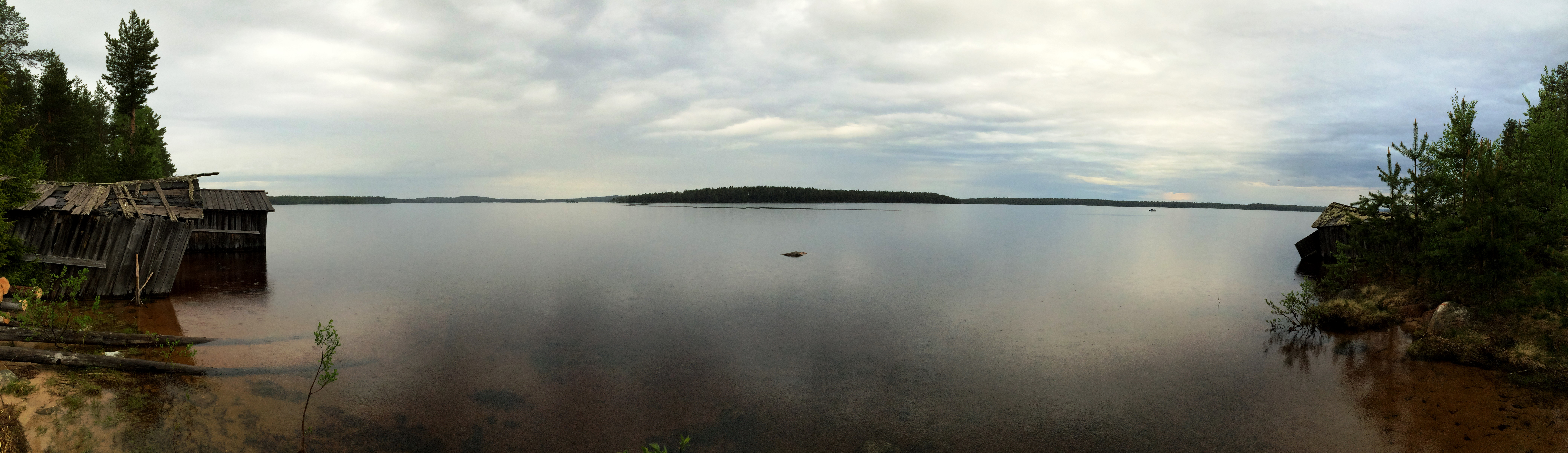
Панорама